# Dubrave (Pojezerje)
Dubrave falu Horvátországban, Dubrovnik-Neretva megyében. Közigazgatásilag Pojezerje községhez tartozik.

## Fekvése
Makarskától légvonalban 44, közúton 55 km-re délkeletre, községközpontjától 8 km-re délkeletre, az A1-es autópályától délre fekszik.

## Története
A térség török uralom végével a 17. század végén 1690 körül népesült be. A lakosság döntően azoktól a betelepülőktől származott, akik a moreai háború (1684-1699) idején érkeztek ide Hercegovinából Mate Bebić szerdár vezetése alatt. Az idők folyamán, különösen a hercegovinai határt megállapító pozsareváci békével (1718.) zárult ún. kis háború után azonban ezeket a családokat újak váltották fel. 1767-ben az otrić-strugei plébániát, melyhez a település is tartozott leválasztották a podjezerjei plébániáról. A plébánia székhelye kezdetben Strugén volt, csak a 18. század végén lett a székhely Otrićon, a plébániatemplom pedig az ottani Szent Miklós templom lett, ahogy máig is így van. A velencei uralomnak 1797-ben vége szakadt és osztrák csapatok vonultak be Dalmáciába. 1806-ban az osztrákokat legyőző franciák uralma alá került, de Napóleon lipcsei veresége után 1813-ban újra az osztrákoké lett. 1880-ban 68 lakosa volt. 1918-ban az új szerb-horvát-szlovén állam, majd később Jugoszlávia része lett. A második világháború idején a Független Horvát Állam része volt. A háború után megindult a lakosság kivándorlása főként a délkeletre fekvő Metkovićra, kisebb részben az újonnan alapított Kobiljačára. A településnek 2011-ben már nem volt állandó lakossága.

## Népesség
| Lakosság változása | Lakosság változása | Lakosság változása | Lakosság változása | Lakosság változása | Lakosság változása | Lakosság változása | Lakosság változása | Lakosság változása | Lakosság változása | Lakosság változása | Lakosság változása | Lakosság változása | Lakosság változása | Lakosság változása | Lakosság változása |
| ------------------ | ------------------ | ------------------ | ------------------ | ------------------ | ------------------ | ------------------ | ------------------ | ------------------ | ------------------ | ------------------ | ------------------ | ------------------ | ------------------ | ------------------ | ------------------ |
| 1857               | 1869               | 1880               | 1890               | 1900               | 1910               | 1921               | 1931               | 1948               | 1953               | 1961               | 1971               | 1981               | 1991               | 2001               | 2011               |
| 0                  | 0                  | 68                 | 0                  | 0                  | 0                  | 0                  | 0                  | 277                | 298                | 306                | 111                | 2                  | 0                  | 0                  | 0                  |

(1981-ben Kobiljača különálló településrészeként, 1991-ben Brečići különálló településrészeként. 1880-ban Dubrava néven. 1857-ben és 1869-ben, valamint 1890-től 1931-ig lakosságát Pozla Gorához számították. 1948 és 1961 között az adatok Kobiljača lakosságának egy részét is tartalmazzák. 1948-tól önálló településként. 1991-ben, 2001-ben és 2011-ben lakosság nélkül.)

## Nevezetességei
A Szent Mihály-templom a Zla Gora-domb hágójában található, azon történelmi útvonalon, amely Jezera területét és a Neretva jobb partjának mellékéhez tartozó településeket kötötte össze. A templom egyhajós épület, fennmaradt 18. századi barokk kő- és stukkó profilelemekkel. Az utolsó átépítések a 20. században történetek, ahonnan a berendezés nagy része származik. A templom, a kápolna-ravatalozó és a temető területeét 19/20. századi, szárazon rakott kőfal veszi körül, amelyet részben egy őskori kőhalom maradványaira építettek. A Zla Gora teróületén több ilyen ősi kőhalom is található. A templomtól mintegy száz méterrel délkeletre, a Crkvina helyén egy középkori temető maradványai találhatók stećak típusú sírkövekkel, és több sírkő maradványával. Ilyen maradváyok a Szent Mihály-templom melletti temetőben is megtalálhatók. A templomot a történelmi források 1733-ban említik először, mint Jezeró régi plébániatemplomát, mely 1798-ig töltötte be ezt a szerepet. A története során történt számos bővítés ellenére jelentős mértékben megőrizte eredetiségét, és a temetővel együtt ma is harmonikus egészet képvisel.